# Château des Princes-Électeurs (Mayence)
Pour les articles homonymes, voir Château des Princes-Électeurs.
Le château des Princes-Électeurs (en allemand : Kurfürstliches Schloss) est un monument historique allemand de la ville de Mayence, en Rhénanie-Palatinat. Ancienne résidence des archevêques de la ville, il héberge le Musée central romain-germanique.

## Situation
Le château s'élève à l'ouest de la ville, dans le centre historique, en bordure du Rhin. Il est situé à proximité de l'hôtel de l'ordre Teutonique.

## Histoire
En 1627, Georges-Frédéric de Greiffenclau commença la construction du château mais qui ne fut pas terminé en raison de la guerre de la Ligue d'Augsbourg.
Le 23 octobre 1792, dans ce château, a été fondé le premier Club des jacobins sur le sol allemand ; ce club était également le premier mouvement démocratique d'Allemagne.
Le bâtiment tient lieu de centre de conférence et propose plusieurs salles aux aménagements divers qui peuvent, en fonction des chaises disponibles, accueillir jusqu’à 1 700 personnes.